# Sam Jones III
Sam Jones III är en amerikansk skådespelare, född den 29 april 1983, som i TV-serien Smallville spelar Clark Kents bäste vän Pete Ross. Han spelar även med i TV-serien Blue Mountain State (BMS) som sänds i MTV där han spelar Craig Shilo.